# Oscar Moore
Oscar Frederic Moore (Austin (Texas), 25 december 1916 – Clark (Nevada), 8 oktober 1981) was een Amerikaanse jazzgitarist, bekend van het Nat King Cole Trio.

## Biografie
Oscar Moore werd geboren als zoon van een smid in Austin, Texas. De familie Moore verhuisde naar Phoenix (Arizona), waar hij begon op te treden met zijn oudere broer Johnny, die zowel trombone als gitaar speelde. Nadat hij naar Los Angeles was verhuisd, nam hij deel aan zijn eerste opnamesessie voor Decca Records als onderdeel van de Jones Boys Sing Band, geleid en gearrangeerd door Leon René. De band trok lokale aandacht op radio en met twee korte films voor MGM, geregisseerd door Buster Keaton. Kort daarna begeleidde Moore pianist Nat King Cole in de Swanee Inn in North La Brea, Hollywood. Hij bracht tien jaar door met Cole in het piano-gitaar-bas trio-formaat, waarvan Art Tatum, Oscar Peterson en Ahmad Jamal werden beïnvloed.
Moore plaatste of overtrof peilingen in de tijdschriften DownBeat, Metronome en Esquire van 1943 tot en met 1948. Art Tatum uitte zijn bewondering voor Moore in een tijdschriftinterview uit 1944. Nadat hij in oktober 1947 het King Cole Trio verliet, voegde hij zich begin jaren 1950 bij zijn broer in Johnny Moore's Three Blazers als lid van die band. Moore vormde in 1952 zijn eigen trio en was actief in Los Angeles. Hij nam sessies op als leader en sideman gedurende de jaren 1950, maar verliet de sector aan het einde van het decennium. Hij keerde in 1965 terug naar de opnamestudio om een eerbetoon aan Cole op te nemen en opnieuw in de jaren 1970, waarbij hij Helen Humes kort ondersteunde.

## Overlijden
Oscar Moore overleed in oktober 1981 op 64-jarige leeftijd aan een hartaanval.

## Discografie
- 1955: Oscar Moore (Tampa, 1955)
- 1955: Swing Guitars met Barney Kessel, Tal Farlow (Norgran)
- 1956: Presenting Oscar Moore met Leroy Vinnegar (Omegatape)
- 1956: Galivantin' Guitar (Tampa)
- 1962: In Guitar (Charlie Parker)
- 1966: We'll Remember You, Nat (Surrey)

- Biblioteca Nacional de España: XX1598856
- Bibliothèque nationale de France: cb138976752 (data)
- Catàleg d'autoritats de noms i títols de Catalunya: 981058526419506706
- Gemeinsame Normdatei: 13516673X
- International Standard Name Identifier: 0000 0000 7979 689X
- Library of Congress Control Number: n92048073
- MusicBrainz: 63ad9345-cbaf-4836-b997-27cd76a8fa33
- Nationale Bibliotheek van Tsjechië: xx0050497
- Nationale Bibliotheek van Israël: 987007453895705171
- Nederlandse Thesaurus van Auteursnamen: 071494871
- SNAC: w6n87xc7
- Système universitaire de documentation: 160841615
- Virtual International Authority File: 32184119
- WorldCat: E39PBJv8M8dfKT7RhPw3VxJ7HC